# Barlovento, Garafía, El Paso y Tijarafe
Barlovento, Garafía, El Paso y Tijarafe este o arie protejată (arie specială de conservare — SAC, sit de importanță comunitară — SCI) din Spania întinsă pe o suprafață de 5.561,7 ha, integral pe uscat.

## Localizare
Centrul sitului Barlovento, Garafía, El Paso y Tijarafe este situat la coordonatele 28°45′38″N 17°53′33″W / 28.7605°N 17.8926°V.

## Înființare
Situl Barlovento, Garafía, El Paso y Tijarafe a fost declarat sit de importanță comunitară în octombrie 1999 pentru a proteja 5 specii de plante și 1 specie de animale. Situl a fost protejat și ca arie specială de conservare în ianuarie 2010.

## Biodiversitate
Situată în ecoregiunea , aria protejată conține 5 habitate naturale: Păduri de pin endemic canariene, Lande oro-mediteraneene cu formațiuni endemice de grozamă, Păduri macaroneziene de dafin (Laurus, Ocotea), Pante stâncoase silicioase cu vegetație casmofită, Pajiști macaroneziene cu vegetație endemică.
La baza desemnării sitului se află mai multe specii protejate:
- plante (5): Echium gentianoides, Ferula latipinna, Marsupella profunda, Vandenboschia speciosa, Woodwardia radicans
- reptile (1): Gallotia simonyi